# Пандора (спутник)
Пандо́ра (от др.-греч. Πανδώρα) — естественный спутник Сатурна, известный также как Сатурн XVII.

## Открытие
Был обнаружен в октябре 1980 года астрономом Стюартом Коллинзом на фотографиях, полученных с автоматической межпланетной станции «Вояджер-1». Первоначально присвоено временное обозначение S/1980 S 26, а в 1985 году официально назван в честь персонажа древнегреческой мифологии Пандоры.

## Орбита
Пандора совершает полный оборот вокруг Сатурна на расстоянии в среднем 141 700 км за 15 часов и 5 минут. Орбита имеет эксцентриситет 0,0042 и расположена точно на экваторе планеты. Как спутник-«пастух» своей гравитацией оказывает влияние на кольцо F Сатурна.

## Физические характеристики
Пандора имеет неправильную, вытянутую форму, размером примерно 110×88×62 км. На поверхности спутника расположены как минимум два ударных кратера диаметром до 30 км. При очень низкой плотности 0,6 г/см3 и высоком альбедо 0,6, Пандора, вероятно, является пористым ледяным телом. Звёздная величина составляет 16,3m.

## Исследования
Пандору называют «пастухом» кольца F. Орбита Пандоры неустойчива и входит в резонанс с Прометеем. Наиболее заметные изменения в их орбитах происходят примерно каждые 6,2 года.

## Галерея

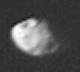
Пандора на снимке, сделанном Вояджер-2
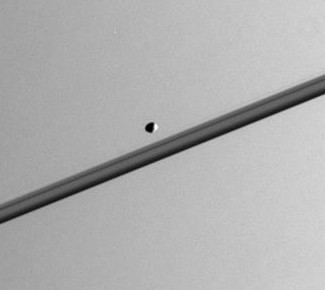
Пандора на снимке, сделанном Кассини — Гюйгенс в 2005 году; на заднем плане кольца Сатурна